# شهرستان فیروزآباد
شهرستان فیروزآباد یکی از شهرستان‌های استان فارس ایران است. مرکز این شهرستان، شهر فیروزآباد است.

## جغرافیا
شهرستان فیروزآباد با وسعت حدود ۳۵۷۵ کیلومترمربع در جنوب غربی استان فارس و ۹۵ کیلومتری جنوب شهرستان شیراز قراردارد. این شهرستان از شمال به شهرستان کوار و شهرستان شیراز و از جنوب به شهرستان قیر و کارزین و از شرق به شهرستان جهرم و شهرستان خفر و از غرب به شهرستان فراشبند و شهرستان کازرون منتهی می‌شود. ارتفاع آن از سطح دریا ۱۶۰۰ متر و ارتفاعات عمده آن کوهپادنا بوده که از جهت شمال غربی به جنوب شرقی کشیده شده‌است. وجود این ارتفاعات باعث شده این منطقه از آب و هوایی معتدل برخوردار باشد.

## تقسیمات کشوری
شهرستان فیروزآباد دارای ۳ بخش، ۶ دهستان و ۲ شهر به شرح زیر است:

### شهرستان فیروزآباد
| بخش    | مرکز بخش  | جمعیت بخش ۱۳۹۵ | نام دهستان | مرکز دهستان      | جمعیت دهستان ۱۳۹۵ | شهر          | جمعیت شهر ۱۳۹۵ |
| ------ | --------- | -------------- | ---------- | ---------------- | ----------------- | ------------ | -------------- |
| مرکزی  | فیروزآباد | ۸۰٬۸۵۸ نفر     | احمدآباد   | احمدآباد         | ۹٬۴۳۶ نفر         | فیروزآباد    | ۶۵٬۴۱۷ نفر     |
| مرکزی  | فیروزآباد | ۸۰٬۸۵۸ نفر     | بایگان     | بایگان           | ۵٬۸۰۷ نفر         | فیروزآباد    | ۶۵٬۴۱۷ نفر     |
| میمند  | میمند     | ۲۴٬۸۸۵ نفر     | پرزیتون    | پرزیتون          | ۷٬۱۲۲ نفر         | میمند        | ۱۰٬۱۲۰ نفر     |
| میمند  | میمند     | ۲۴٬۸۸۵ نفر     | خواجه‌ای    | جوکان            | ۶٬۱۰۹ نفر         | میمند        | ۱۰٬۱۲۰ نفر     |
| میمند  | میمند     | ۲۴٬۸۸۵ نفر     | دادنجان    | دادنجان          | ۱٬۵۳۴ نفر         | میمند        | ۱۰٬۱۲۰ نفر     |
| جایدشت | جایدشت    | ۱۰٬۷۹۳ نفر     | جایدشت     | رودبال           | ۷٬۹۵۲ نفر         | ************ | ************   |
| جایدشت | جایدشت    | ۱۰٬۷۹۳ نفر     | هایقر      | شهرک شهید دستغیب | ۲٬۸۴۱ نفر         | ************ | ************   |

## مردم‌شناسی
در منطقه فیروزآباد، دو گروه عمده قومی، شامل عشایر و غیر عشایر وجود دارد. گروه‌های عشایر شامل ترکان قشقایی با طوایف دره شوری، شش بلوکی، عمله، کشکولی بزرگ و کشکولی کوچک و همچنین لرهای کهگیلویه و بویراحمد با طوایف خواجه بزرگ، ملا، مغنی، مویزی، کوهمره، باوریانی، گله زن، بادنی، مهدخانی، فیلی وند، خجه بگ لو، درویشی، خلیفه، امینی و امیر سالار و گروه غیر عشایر اقوام فارسی زبان است . زبان مردم منطقه به دو صورت ترکی قشقایی و فارسی و لری با گویش‌های ،کوهمره ای و ممسنی همراه است.
عشایر غیر ساکن حدود هشت ماه از سال را در این شهرستان در مناطق قشلاقی و ییلاقی سپری می‌کنند که دارای فرهنگ خاص خویش می‌باشند. وجود خاک مرغوب و شن‌های حاصلخیز علیرغم کمبود آب شرب و زراعی محیطی مساعد ساخته که بیش از ۳۵٪ از مردم به کارهای کشاورزی اشتغال دارند و این شهرستان یکی از قطب‌های مهم کشاورزی به‌شمار می‌رود؛ و در کنار کشاورزی و دامداری که شغل اصلی عشایر می‌باشد و از منابع ارتزاق آن‌ها می‌باشد نیز رواج دارد و تقریباً ۲۰٪ جمعیت را به خود مشغول کرده‌است.

## محصولات کشاورزی
این شهرستان با داشتن ۱۵۵۰ هکتار باغ گل محمدی که بخش زیادی از آن در بخش میمند قرار دارد، بیشترین میزان تولید گل و گلاب را در استان فارس دارد. علاوه بر آن براساس گفته‌های فرماندار فیروزآباد در این شهرستان ۱۰۰ هکتار انواع گیاهان دارویی و ۳۰۰ هکتار باغ گل نسترن وجود دارد که سبب شده این شهرستان قطب گیاهان دارویی شناخته شود.
شهرستان فیروزآباد سالانه با صادرات ۵۰ تن انواع گیاهان دارویی به خارج از کشور به عنوان قطب تولید گیاهان دارویی در کشور شناخته می‌شود. ۱۰ هزار نفر از جمعیت ۱۲۰ هزار نفری فیروزآباد به کار تولید و فرآوری گیاهان دارویی اشتغال دارند.
به علت برخورداری از اقلیم مناسب، محصولات کشاورزی گوناگونی از جمله گندم، جو، برنج، انواع مرکبات، صیفی جات، ذرت، خرما، انار، بادام، گردو، زیتون، انگور و حبوبات در آن کشت می‌شود. بخش عمده‌ای از محصولات تولیدی این شهرستان را به خود اختصاص داده.

## تاریخ

### پیش از اسلام
برخی مورخان قدیم پیشینه گور را به دوران ساسانیان می‌رسانند.
به گزارش ایشان گور شهری بزرگ با حصاری محکم بود؛ به‌طوری‌که ایلامی‌ها هرگز نتوانستند به «گُور» حمله کنند. پس ایلامی‌ها مسیر رودخانه‌ای را به سمت شهر بود، را با کاه گل سد بستن به مدت چهار سال. بعد از چهار سال، سد را شکستند و آب باعث شد که برجک‌های شهر گُور فرو بریزند. بعدها اردشیر که تازه بر اردوان اشکانی شوریده بود، عهد کرد که در صورت پیروزی در این محل شهر تازه‌ای بنا کند. او پس از نشستن بر تخت پادشاهی با کمک مهندسان کوه‌های اطراف جلگه را برید و آب را از آن طریق خارج کرد. سپس بر زمین خشک شهر جدید گور را ساخت و آنجا را تختگاه خود قرار داد.
امروزه کارشناسان در درستی این داستان (آبگرفتگی جلگه فیروزآباد به مدت پانصد سال) تردید دارند. و بیشتر، گزارش طبری را پذیرفته‌اند که می‌گوید اردشیر بنای شهر گور را در حدود سال ۲۲۴ میلادی و به نشانه قدرت‌نمایی در برابر آخرین شاه اشکانی آغاز کرده‌است.
پس از اردشیر این شهر به دلیل نسبتش با سردودمان ساسانی همچنان آباد و مرکز کوره اردشیر باقی ماند؛ هر چند در سایه بیشاپور (شهر جدید شاپور یکم) تا اندازه‌ای در حاشیه قرار گرفت.

### پس از اسلام
گور آخرین پایگاه یزدگرد سوم ساسانی در فارس بود که در سال ۲۹ ه‍.ق -زمان خلافت عثمان بن عفان- به تصرف مسلمانان درآمد. پس از سقوط این شهر یزدگرد، فارس را به عرب‌ها واگذاشت و از راه کرمان به خراسان گریخت. در زمان خلفای راشدین فرماندار گور از طرف والی ایالت یکپارچه بصره –اهواز- فارس منصوب می‌شد.
در اوایل دوران اسلامی شاهان آل بویه که شیراز را تختگاه خود کرده بودند به آبادانی شهر گور نیز همت گماشتند. به فرمان عضدالدوله دیلمی، مسجد جامع و بیمارستان مناسبی در شهر ساخته شد. همچنین ابومنصور بهرام بن مافنه وزیر خوشنام ابوکالیجار دیلمی در این شهر کتابخانه بزرگی را به نام دارالعلم با نوزده هزار جلد کتاب نفیس وقف کرد که تنها چهار هزار جلد آن به خط ابوعلی و ابوعبدالله بن مقله بود.

### اقتصاد گور
در قرن چهارم هجری گور شهری غنی و آباد بود با اقلیم معتدل، آب فراوان و بوستان‌ها و گلستان‌های بسیار. چنان‌که باغ‌های میوه و خانه‌های اعیانی، حومه شهر را تا شعاع یک فرسنگ فرا گرفته بود.
در این منطقه محصولات گوناگونی تولید می‌شد؛ عرقیات، میوه، پارچه و جز آن. اما بی‌تردید گلاب در میان آن‌ها رتبه اول را داشت. گلاب گور و کوار به بسیاری سرزمین‌ها چون چین، هند، بیزانس، مصر، یمن، مغرب عربی و اروپا صادر می‌شد. حتی گل سرخ گور در کشورهای اسلامی شناخته شده و به خاطر بوی خوش و شفافیت رنگ نزد عرب زبانزد بود. (امروزه هم در زبان عربی به گل محمدی، الورد الجوری می‌گویند)
عرق شکوفه نخل، عرق بومادران، عرق زعفران و عرق بید از دیگر فراورده‌های گیاهی‌ای بود که از بوستان‌های گور به دست می‌آمد.

### فیروزآباد امروز
گور یا فیروزآباد باستانی در قرن هفتم یا هشتم هجری به دلایل نامعلوم رو به ویرانی گذاشت و خالی از سکنه شد. به جای آن بیرونِ باروی شهر قدیم، روستایی سربرآورد که تا دوره قاجاری به نام ده کوشک معروف بود. شهر کنونی فیروزآباد حاصل گسترش همان روستاست.

## صنایع دستی
از صنایع دستی شهرستان می‌توان به گلیم، جاجیم، گبه و قالی درمیان زنان عشایر قشقایی و روستاها که قدمت طولانی دارد اشاره کرد.
ضمناً از سوغاتی‌های این شهرستان می‌توان به حلوای ارده و نان کنجدی (حلوای کشی + کنجد) در شهر فیروزآباد و انواع عرقیات گیاهی با خواص دارویی فراوان در شهر میمند نیز اشاره کرد.

## فیروزآباد شهر ملی دست بافت‌های عشایری
همزمان با اعطای گواهینامه شهر جهانی صنایع‌دستی به شیراز و شهر جهانی منبت به آباده، شهر فیروزآباد نیز به عنوان شهر ملی دست‌بافت‌های عشایری ثبت شده‌است.

## گردشگری
شهرستان فیروزآباد دارای ۱۰۷ اثر ملی و ۵ اثر ثبت جهانی به شرح زیر می‌باشد:
| سایت                             | تصویر | موقعیت                                                                  | شماره ثبت آثار ملی | تاریخ ثبت ملی  |
| -------------------------------- | ----- | ----------------------------------------------------------------------- | ------------------ | -------------- |
| قلعه دختر                        |       | فیروزآباد ۲۸°۵۵′۱۵″ شمالی ۵۲°۳۱′۴۸″ شرقی / ۲۸٫۹۲۰۸۳°شمالی ۵۲٫۵۳۰۰۰°شرقی | ۲۶۹                | ۱۲ اسفند ۱۳۱۵  |
| سنگ‌نگاره پادشاهی اردشیر بابکان   |       | فیروزآباد ۲۸°۵۵′۰۰″ شمالی ۵۲°۳۲′۱۵″ شرقی / ۲۸٫۹۱۶۶۷°شمالی ۵۲٫۵۳۷۵۰°شرقی | ۲۶۸                | ۱۲ اسفند ۱۳۱۵  |
| سنگ‌نگاره پیروزی اردشیر بر اردوان |       | فیروزآباد ۲۸°۵۴′۳۶″ شمالی ۵۲°۳۲′۲۷″ شرقی / ۲۸٫۹۱۰۰۰°شمالی ۵۲٫۵۴۰۸۳°شرقی | ۲۶۸                | ۱۲ اسفند ۱۳۱۵  |
| اردشیرخوره (شهر گور)             |       | فیروزآباد ۲۸°۵۱′۰۸″ شمالی ۵۲°۳۱′۵۷″ شرقی / ۲۸٫۸۵۲۲۲°شمالی ۵۲٫۵۳۲۵۰°شرقی | ۱۷                 | ۲۴ شهریور ۱۳۱۰ |
| کاخ اردشیر بابکان                |       | فیروزآباد ۲۸°۵۳′۵۳″ شمالی ۵۲°۳۲′۲۱″ شرقی / ۲۸٫۸۹۸۰۶°شمالی ۵۲٫۵۳۹۱۷°شرقی | ۸۹                 | ۱۵ دی ۱۳۱۰     |

از محل‌های تاریخی دیگر فیروزآباد می‌توان به قدیمی‌ترین رصدخانه ایران که به تازگی در این شهر باستانی کشف گردیده، نقش رستم تنگاب و آسیاب، کاروانسرا و چهارطاق کنارسیاه و سلطان پیر غیب اشاره کرد.
اماکن زیارتی این شهرستان شامل امامزادگان بی بی حور وبی بی نور، امام زاده امراله واقع در خویدجان، امام زاده داوود (واقع در منطقه خرقه _کسی که خرقه محمد) را نگهداری می‌کرده) و امامزاده شعیب (نوه ابوالفضل) می‌باشد. امام زاده امام علی آزاد در نجف آباد. همه امامزادگان در حوالی شهر می‌باشند. 

اماکن سیاحتی این شهرستان عبارت‌اند از سد تنگاب، رودخانه تنگاب، تنگ خرقه، تنگ هایقر، کوه آسیاب بادی و روشن روستای سرگر، چشمه حنیفقان (چهل چشمه)، رودخانه کنارسیاه، چشمه زنجیران، تنگ رودبال، دانال بهشت خرقه، جنگلهای طبیعی دشت موک و دشت کل و چشمه هاو گردشگاه‌های طبیعی مانند "چکه نمدی"، "تنگ مهرک"، " اُوبهروزو "، "هفت چاه"، " اُوشُـرشرو (آبشار)" و… که در کوه‌های اطراف بوده و توسط گروه‌های کوهنوردی مختلف نظیر "گروه دوستداران طبیعت" مسیریابی شده و به صورت رایگان، هر هفته علاقمندان را برای کوهنوردی به این محل‌ها می‌برند.

## ورزش و مجتمع‌های ورزشی
شهرستان فیروزآباد تا سال۱۳۹۶ دارای یک نماینده فوتبال در [[لیگ دسته  فوتبال ایران|لیگ دسته سه]] کشور به نام شاهد شهرداری فیروزآباد و در سال آخر با نام شهید رضایی فیروزآباد بود.
همچنین تیم فوتسال شهید رضایی فیروزآباد نیز در سال ۹۷ در لیگ دسته دو فوتسال قرار داشت و با کسب نتایج ضعیف سقوط کرد. بازی‌های خانگی این تیم در دانشگاه آزاد فیروزآباد انجام می‌شد.
دیگر نماینده فوتبالی این شهرستان تیم پادنای میمند در لیگ استانی بود.
درحال حاضر تنها نماینده لیگ برتری شهرستان فیروزآباد تیم بانوان کربنات سدیم فیروزآباد در لیگ برتر هندبال بانوان کشور است.

از چهره‌های جوان ورزشی شهرستان میتوان از امیرارسلان زمانی قشقایی نام برد. وی از چهره‌های برجسته و ماندگار و با استعداد کیوکوشین کاراته ایران  که به عضویت تیم ملی ایران نیز در آمد. ، در جرگه مربیگری و داوری نیز عملکرد درخشانی در کاراته ایران دارا می باشد .

| مجموعه ورزشی                      | مکان                     | نوع                                      | مالکیت            |
| --------------------------------- | ------------------------ | ---------------------------------------- | ----------------- |
| مجموعه انقلاب                     | شهر فیروزآباد            | سالن ورزش‌های مختلف و زمین چمن            | سازمان تربیت بدنی |
| مجموعه تختی                       | شهر فیروزآباد            | زمین چمن پیست دو میدانی و استخر سرپوشیده | سازمان تربیت بدنی |
| مجموعه جایدشت                     | روستای جایدشت            | چند منظوره (زمین خاکی +سالن)             | سازمان تربیت بدنی |
| سرگر                              | روستای سرگر              | زمین فوتبال خاکی                         | سازمان تربیت بدنی |
| پرزیتون                           | بخش میمند روستای پرزیتون | زمین فوتبال خاکی                         | سازمان تربیت بدنی |
| بایگان                            | روستای بایگان            | زمین فوتبال خاکی                         | سازمان تربیت بدنی |
| موشگان                            | روستای موشگان            | زمین فوتبال خاکی                         | سازمان تربیت بدنی |
| رودبال                            | روستای رودبال            |                                          | سازمان تربیت بدنی |
| مجموعه شهید صیادی‌نژاد             | شهر میمند                | چند منظوره (سالن‌های ورزشی+زمین چمن)      |                   |
| مجموعه شهید اکبری (آموزش و پرورش) | شهر فیروزآباد            | چند منظوره                               | آموزش و پرورش     |
| مجموعه دانشگاه آزاد               | شهر فیروزآباد            | چند منظوره                               | دانشگاه آزاد      |
| زمین فوتبال الفتح                 | شهر فیروزآباد            | زمین چمن مصنوعی                          | سازمان تربیت بدنی |
| پیست موتور سواری                  | فیروزآباد                | در حال احداث                             | تربیت بدنی        |

## صنایع و تأسیسات
درحال حاضر در شهرستان فیروزآباد دو شهرک صنعتی فعال فیروزآباد و میمند و شهرک صنعتی نیمه فعال جایدشت وجود دارد.
این شهرستان دارای یک کارخانه سیمان در ده کیلومتری شهر کوار می‌باشد.
بزرگ‌ترین کارخانه کربنات سدیم خاورمیانه با نام تجاری کربنات سدیم کاوه در غرب این شهرستان در منطقه کنارسیاه است که به مرحله بهره‌برداری رسیده‌است.
در شهرستان فیروزآباد یک کارخانه رب سازی فعال نیز وجود دارد
پتروشیمی درحال احداث فیروزآباد نیز که با گذشت ۱۳ سال پیشرفت خاصی نداشته‌است در منطقه جایدشت و در کیلومتر ۱۰ محور فیروزآباد قیر قرار دارد.
همچنین فیروزآباد در میان سه سد تنگاب ،هایقر درحال احداث با پیشرفت بیش از ۹۰ درصدی و سد سلمان فارسی قیرو کارزین قرار گرفته‌است.
میدان‌های گازی آغار و دالان نیز به صورت مشترک در شهرستان‌های فیروزآباد، فراشبند و قیرو کارزین قرار گرفته که با ۲۷ حلقه چاه تولید روزانه بیش از صد میلیون متر مکعب گاز را دارند که از طریق لوله به پالایشگاه آغار دالان فراشبند فرستاده می‌شوند.

## افراد سرشناس
شاهپور اول ساسانی فرزند اردشیر بابکان متولد شهر گور بوده‌است و شاهپور دوم ساسانی نیز در این شهر زاده شده‌است.
اسماعیل‌خان قشقایی ملقب به صولت‌الدوله و سردار عشایر، ایلخان قشقایی در دوره قاجار و اوائل پهلوی بود. او و فرزندانش یعنی ناصر خان، ملک منصورخان،  محمدحسین خان و خسرو خان از برجسته‌ترین چهره‌های سیاسی تاریخ معاصر کشور به شمار می‌آیند.
مجدالدین فیروزآبادی کارزینی از مشاهیر بنام فیروزآباد و مؤلف کتاب قاموس المحیط
روزبه پور دادویه معروف به ابو عبدالله ابن مقفع (زاده ۱۰۴-فیروزآباد) از برجسته‌ترین نمایندگان تفکر علمی در قرن دوم هجری است.
روزبه کتاب‌های زیادی از پارسی میانه به عربی برگرداند. از میان کتابهایی که روزبه ترجمه کرد می‌توان از کلیله و دمنه، تاجنامه انوشیروان، آیین‌نامه، سخنوری بزرگ (الأدب الکبیر) و سخنوری خُرد (الأدب الصغیر) نام برد.
ابواسحاق، ابراهیم بن علی شیرازی (۱۰۰۲–۱۰۸۱م) فقیه شافعی و ادیب ایرانی در سدهٔ پنجم هجری متولد فیروزآباد بود وی تحصیل مقدماتی را در فیروزآباد شروع و برای کسب علم بیشتر به شیراز و سپس به بصره سفر کرد و در خدمت جوزی قرائت حدیث کرد در سال ۴۱۵ قمری به بغداد رفت و پس از تأسیس نظامیه در بغداد تدریس در آن به وی واگذار شد، فیروزآبادی سرانجام در سال ۴۷۶قمری در بغداد در گذشت.
لاله و لادن بیژنی دوقلوهای به هم چسبیده معروف که شهرت جهانی داشتند نیز زاده فیروزآباد بودند و مدفنشان نیز روستای لهراسب شهرستان فیروزآباد می‌باشد.
از ورزشکاران فیروزآبادی می‌توان از آقای امید رضا روانخواه بازیکن سابق تیم ملی ایران، فجر سپاسی شیراز و استقلال تهران و سرمربی سابق سپیدرود رشت بود و درحال حاضر سرمربی تیم دسته یکی نیروی زمینی تهران است که با این تیم از دسته دو به دسته یک سعود کرد وی هنچنین سابقه قهرمانی در لیگ برتر و جام حذفی با تیم استقلال تهران را دارد
محمد صادق کرمی که فوتبالیست فیروزآبادی دیگریست سابقه بازی در تیم‌های فجر برق نوین و قشقایی شیراز را دارد.
فرید عابدی بازیکن سابق تیم‌های برق شیراز نساجی مازندران گل گهر سیرجان

## وقایع مهم تاریخی
از مهم‌ترین وقایع تاریخی فیروزآباد می‌توان به تاجگذاری اردشیر بابکان در شهر گور در سده سوم میلادی و انتخاب این شهر به عنوان اولین پایتخت ساسانیان نام برد.
در زمان جنگ جهانی اول که جنوب کشور به دست انگلیس افتاد فیروزآباد نیز از این اتفاق مستثنا نبود و در کنار رئیس علی دلواری وسایر مجاهدان جنوب، اسماعیل خان صولت الدوله قشقایی سردار عشایر و بزرگمردان ایل قشقایی نیز در تنگه هایقر به مقابله با انگلیسی‌ها پرداختند.
در نبرد معروف سمیرم که تیر ماه سال ۱۳۲۲ روی داد شروع این نبرد درگیری‌هایی در فیروزآباد و قیروکارزین بود و سرانجام باعث درگیری در ارتفاعات سمیرم بین نیروهای متحد عشایر قشقایی و بویراحمدی از یک سو و نیروهای ارتش ایران از سوی دیگر شد.در نتیجه این نبرد ۳۰۰ نفر به‌علاوهٔ ۲۷ افسر، ازجمله سرهنگ حسنعلی شقاقی، فرمانده ستون سمیرم کشته شدند و فیروزآباد، قیر و کارزین تحت کنترل قشقایی‌ها درآمد.
کشته شدن مهندس شاهپور ملک عابدی در ۲۱ آبان ۱۳۴۱ در تنگاب فیروزآباد که مسئول اصلاحات ارضی منطقه فیروزآباد بود باعث ایجاد تنش چند ماهه بین نیروهای دولتی و قشقایی‌ها شد که منجر به جنگ بین قشقایی‌های کوهمره سرخی فیروزآباد و نیروهای سلطنتی شد و تعداد زیادی تلفات برجای گذاشت همچنین بزرگان ایل قشقایی که از نظر حکومت پهلوی متهم اصلی کشته شدن ملک عابدی بودند کشته یا تبعید شدند.
در دوران انقلاب شهرستان فیروزآباد اولین نقطه کشور بود که ساواک آن سقوط کرد و رژه مسلحانه عشایر قشقایی در آن برگزار شد.
در روز ۳۰ خرداد سال ۱۳۷۳ که مصادف با روز عاشورا بود زلزله ای به بزرگی ۵/۹ ریشتر منطقه فیروزآباد را لرزاند مرکر زلزله روستای زنجیران بود. این زلزله علیرغم شدتی که داشته و خرابی‌هایی را به بار آورده تلفات چندانی دربر نداشته‌است.
به هنگام حمله اسکندر مقدونی به دودمان هخامنشیان، اسکندر پس از اینکه نتوانست این شهر را فتح کند با ساختن سد شهر را به زیر آب برد. سکنه این شهر متواری و پناهنده کوهستان‌های اطراف شدند. در طول دودمان سلوکیان نیز این شهر یکی از پایگاه‌های اصلی برای مبارزه با بیگانگان بود.